# Petr Vojíř
Petr Vojíř (* 19. února 1964) je bývalý český fotbalista, útočník.

## Fotbalová kariéra
V československé lize hrál za Spartu Praha, nastoupil v 29 utkáních a dal 4 góly. Ve druhé lize hrál za Slovan Liberec, Mladou Boleslav a Teplice.

## Ligová bilance
| Ročník                                   | Zápasy | Góly | Klub         |
| ---------------------------------------- | ------ | ---- | ------------ |
| 1. československá fotbalová liga 1981/82 | 19     | 3    | Sparta Praha |
| 1. československá fotbalová liga 1982/83 | 10     | 1    | Sparta Praha |
| CELKEM                                   | 29     | 4    |              |